# Neohesperidin-Dihydrochalkon
Neohesperidin-Dihydrochalkon (NHDC) (E 959) ist ein kalorienfreier Süßstoff mit hoher Süßkraft. Es handelt sich um ein halbsynthetisches Glycosid, das sich vom Naturstoff Neohesperidin ableitet. Die Zuckerkomponente, Neohesperidose, ist bei beiden identisch.

## Darstellung

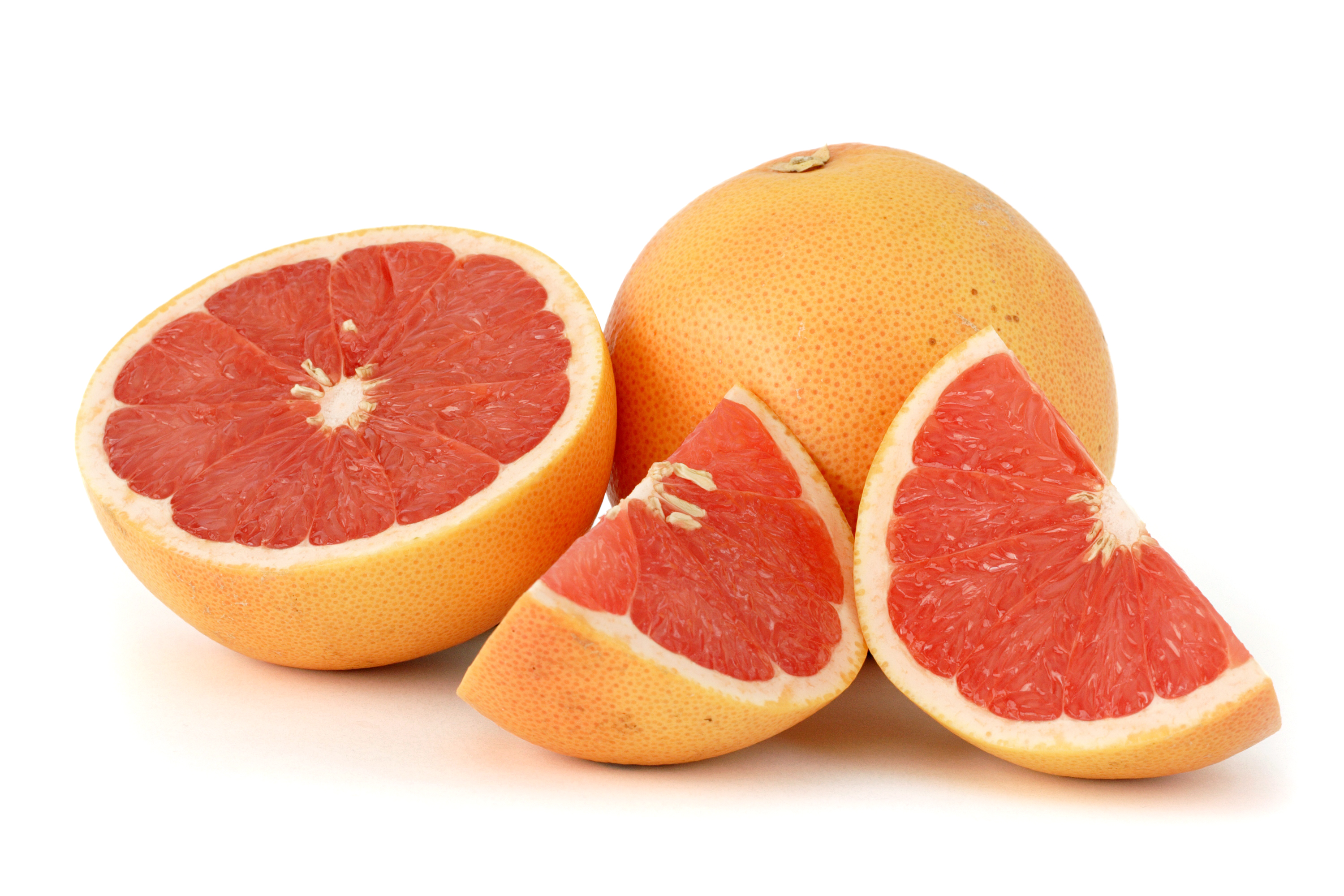
Grapefruit-Schale enthält Naringin, das als Edukt für die Synthese von Neohesperidin-Dihydrochalkon dient

Neohesperidin-Dihydrochalkon kann ausgehend von Naringin synthetisiert werden, das aus Grapefruit-Schalen extrahiert wird. Dieses wird zunächst in Lauge gekocht, um das Neohesperidosid des Trihydroxyacetophenons zu gewinnen. Durch Kondensation mit Isovanillin entsteht Neohesperidin. Hydrierung ergibt das Neohesperidin-Dihydrochalkon.

## Eigenschaften
Die Süßkraft von Neohesperidin-Dihydrochalkon ist 1500 bis 2000 mal höher als die von Saccharose, in praxisüblicher Verwendung 400 bis 600 mal. Neben seinem süßen Geschmack beeinflusst es schon in geringen Konzentrationen (1 bis 4 ppm) andere Aromen in Speisen. Diese Veränderungen wurden in einer Studie aber überwiegend als positiv eingestuft. Die Verbindung hat einen Lakritze- bzw. Mentholnachgeschmack, der durch die Mischung mit anderen Süßstoffen in Lebensmitteln überdeckt wird.
Die Bindungsstelle an menschlichen Geschmacksrezeptoron, an die Neohesperidin-Dihydrochalkon bindet, wurde identifiziert. Sie überlappt mit den Bindungstellen, an denen Cyclamat und Lactisol binden. Die Verbindung bindet nicht Geschmacksrezeptoren bei Ratten, die eine andere Struktur als die menschlichen haben.
Neohesperidin-Dihydrochalkon ist bei Raumtemperatur und pH-Werten, die in Getränken typischerweise vorkommen (> 2), sehr stabil. Bei einer Untersuchung mit Johannisbeermarmelade wurde ein Abbau der Verbindung beim Erhitzen während der Herstellung festgestellt, sowie bei Lagerung der Marmelade über mehr als 18 Monate. Es ist stabil gegen Luftsauerstoff.
Neohesperidin-Dihydrochalkon ist  ein starkes Antioxidans. Es kann verschiedene reaktive Sauerstoffspezies abbauen bzw. deren Bildung verhindern, sowie die Lipid-Peroxidation hemmen.

### Metabolismus
Der Metabolismus von Neohesperidin-Dihydrochalkon in Ratten wurde untersucht. Die Metabolite waren insbesondere Addukte mit Glucuronsäure und Sulfat, sowohl des intakten Glycosids als auch des hydrolysierten Aglycons. Menschliche Darmbakterien können zum Teil die Verbindung abbauen. Dabei wird diese zunächst in zwei Stufen deglycosyliert und das Aglycon dann zu 3-(3-Hydroxy-4-methoxyphenyl)propansäure abgebaut.

### Toxizität
In umfangreichen Tierversuchen an Ratten und Hunden über längere Zeiträume wurden keine Hinweise auf cancerogene oder mutagene Eigenschaften gefunden und die nachgewiesene Toxizität war sehr gering. Negative gesundheitliche Effekte konnten nur bei Hunden in sehr hohen Dosen nachgewiesen werden. In Studien an haben selbst hohe Dosen (Einnahme von etwa 3,3 g pro Kilogramm Körpergewicht und Tag) keine teratogene Wirkung oder nennenswerte Toxizität gezeigt.

## Verwendung und Zulassung
Wegen seiner hohen Süßkraft kann Neohesperidin-Dihydrochalkon nur in kleinen Mengen verwendet werden, weshalb es normalerweise mit Füllstoffen gemischt wird. Es wird z. B. in Getränken, Kaugummi, Halbfettmargarine, Speiseeis und Arzneimitteln verwendet.
Die Europäische Union schreibt eine erlaubte Tagesdosis von 20 mg/kg Körpergewicht täglich vor, wobei die übliche tägliche Aufnahme laut einer Studie wesentlich geringer ist. Die zugelassenen Mengen bei der Verwendung als Süßstoff reichen von 10 mg/L (für Bier) bis 400 mg/kg (für Kaugummi). Für bestimmte Produkte ist es mit einer Höchstmenge von 5 mg/kg als Geschmacksverstärker zugelassen. In den USA fällt Neohesperidin-Dihydrochalkon unter GRAS (generally recognized as safe). In der EU ist es unter der FL-Nummer 16.061 für verschiedene Produkte mit verschiedenen Höchstmengen als Aromastoff zugelassen: mit einer Höchstmenge von 3 mg/kg in Milchprodukten, Speiseeis, verarbeiteten Früchten und Gemüsen, Müsliprodukten, Fleisch, Fisch, Eier und -produkten, Gewürzen, Suppen und Soßen, sowie Getränken, mit einer Höchstmenge von 4 mg/kg in Speisefetten, Süßwaren und Backwaren, sowie mit einer Höchstmenge von 5 mg/kg in verzehrfertigen Snacks.

## Nachweis
Ein quantitativer Nachweis ist durch Extraktion aus Nahrungsmitteln mit Methanol, Abtrennung mittels Umkehrphasen-HPLC und Detektion durch UV-Spektroskopie möglich.